# Abu-l-Fat·h Yússuf
Abu-l-Fat·h Yússuf ibn Yaqub Xams-al-Wuzarà Qutb-ad-Din Nidham-al-Mulk fou visir gaznèvida del segle xii.
Es sospita que era germà d'Abu-l-Alà AtÀ ibn Yaqub, àlies Nakuk, que havia servit sota el sultà Ibrahim ben Masud (1059-1099) a Panjab. Va ser visir de Màlik Arslan Xah ibn Massud (1116-1117) i se suposa que va caure junt amb el seu senyor.